# 霍姆斯大轰炸
霍姆斯大轰炸，或称炮轰霍姆斯，是叙利亚内战期间叙利亚政府军展开的一项军事行动，发生于2012年2月4日。之前自由叙利亚军袭击一个检查点，打死了10名政府軍士兵。媒体普遍报道政府军的这次炮击和轰炸至少造成200人死亡，许多媒体和外国政府比如土耳其和法国都将這次攻击称为“大屠杀”。不过叙利亚政府否认这个指责，并称是反对派武装制造的死亡事件。

## 事件
2月3日是哈马大屠杀30周年纪念日，3日夜晚到4日凌晨，自由军袭击了政府军设置的一个检查点，打死10名政府軍士兵，另外还俘虏了19名士兵。之后，政府軍开始炮轰霍姆斯，尤其是Khaldiyeh地区。活动家报道说有超过200人在炮轰中死亡。人权组织S.O.H.R.表示在超过2个多小时的袭击中，有至少217人在霍姆斯遇难，其中138人死于Khaldiya地区，后来他们把死亡数字升至260人以上。
全国委员会表示有416个居民死亡，他们引用当地居民的话说有至少36个居民居住的房屋被部队完全摧毁。一名身在霍姆斯的阿拉伯卫星电视台的记者报道说，当地的一家医院也被摧毁，他表示这次行动造成至少337人死亡，超过1300人受伤。不过，这两个报道数字还未得到独立的核实，其他国际主流媒体（包括路透社、France24、BBC和CNN）仍旧把死亡数字报道为200人左右。地方协调委员会最初表示有200多人死亡，到了2月5日LCC表示有181人死亡。
活动家将许多现场影片发布在網路上，内容显示有许多建筑正在燃烧，以及许多遇难者的尸体。一些视频显示许多建筑已经变成瓦砾。至少30个建筑以及一家医院被毁。
自由军后来进行反击，并宣称已经摧毁了一座空军情报建筑。
S.O.H.R.报道，除了大量平民死亡外，也有5个自由军和14个政府軍士兵在战斗和轰炸中死亡。此外，服務英國《星期日泰晤士報》的美籍記者瑪麗·卡彬（Marie Colvin）及法籍攝影記者歐赫利克（Remi Ochlik）亦在轟炸中身亡。

## 反应

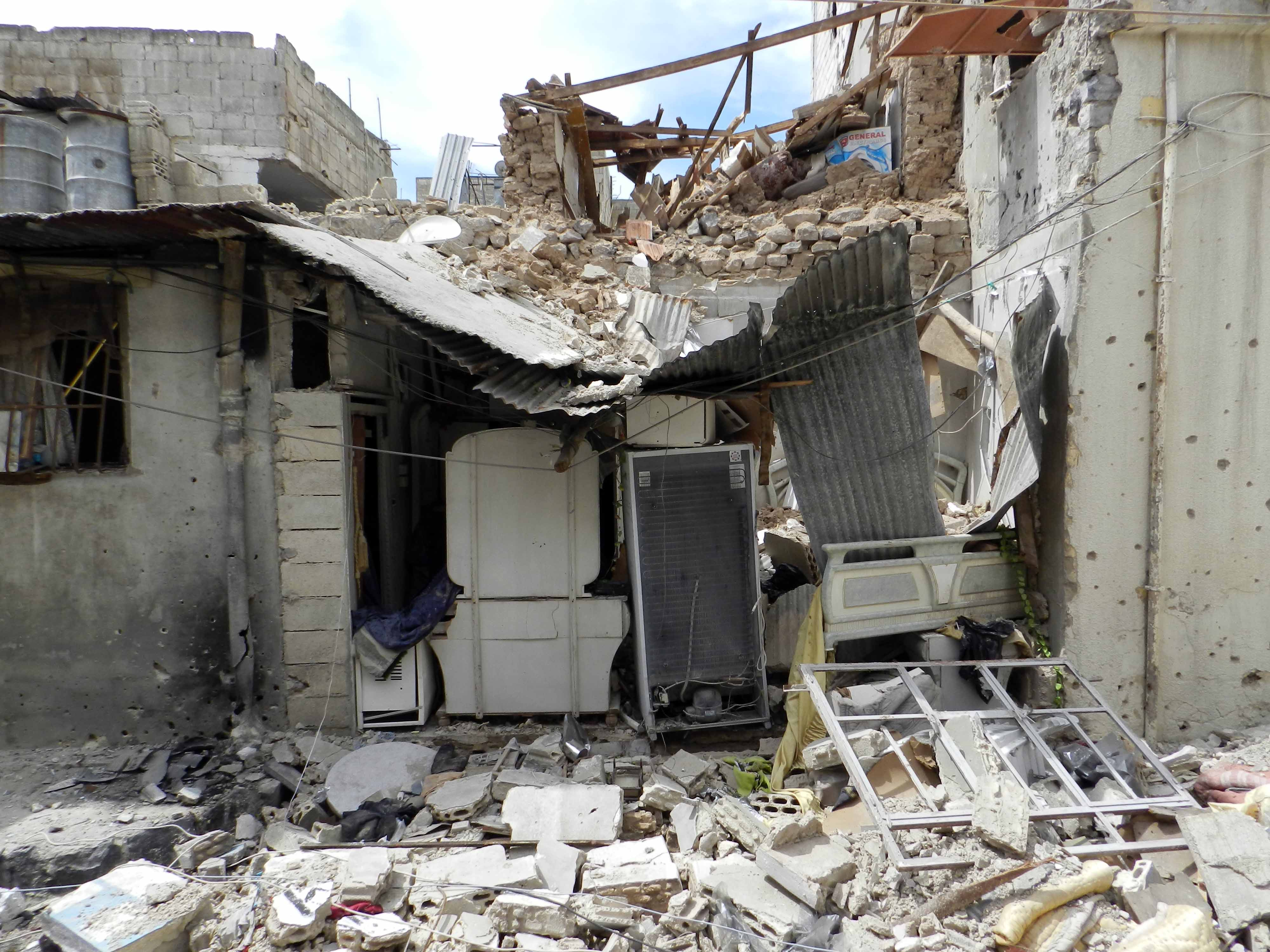
霍姆斯破壞後，敘利亞軍隊的猛烈轟炸。

### 国内
活动家称“叙利亚军队从不同的地点进行炮轰”，这是“自从示威发生以来当局展开的最严重的一次袭击”。叙利亚革命委员会的Abu Rami Alhomsy表示，当局的行动持续了三个多小时，“昨晚部队开始炮击这个地区，我们有许多人受伤，许多妇女和儿童遇难、受伤，当时我躲在街道的附近，周围被许多士兵包围，他们正从另一个地区向本地区开炮射击”。
叙利亚政府对这些报道予以否认，说反对派制造这个假新闻是想要影响安理会当天的投票，并指责武装组织在霍姆斯杀害士兵和平民。

### 国际
突尼斯官方表示，突尼斯将驱逐叙利亚驻本国大使以作为这次“血腥屠杀”事件的回应，并宣布将永远不会承认叙执政当局。
在一些国家，叙利亚裔侨民在所居住国的叙利亚大使馆外面举行抗议活动以谴责这次事件。叙利亚驻埃及和德国大使馆受到抗议者放火的袭击。有超过150人凌晨三点在伦敦的叙大使馆外面抗议。警察表示，大约50人在早晨冲进希腊的叙使馆里，打碎一些窗户玻璃，将反政府标语涂写在墙上，12个叙利亚人和1个伊拉克人事后被捕。在科威特，目击者说集会者冲入叙使馆大院，打破玻璃并悬挂起反对派旗帜。据报道在美国也有类似的抗议活动。